# Jake Garn
Edwin Jacob "Jake" Garn (Richfield, 12 oktober 1932) is een Amerikaans voormalig ruimtevaarder en politicus. Garn zijn eerste en enige ruimtevlucht was STS-51-D met de spaceshuttle Discovery en vond plaats op 12 april 1985. Tijdens de missie werden twee communicatiesatellieten in een baan rond de Aarde gebracht.
Garn werd in 1984 geselecteerd als astronaut door de ruimtevaartorganisatie NASA. In 1985 ging hij als astronaut met pensioen. Van 1972 t/m 1974 was hij burgemeester van Salt Lake City. Daarna was hij van 1974 t/m 1993 een Republikeinse senator voor Utah.
- Gemeinsame Normdatei: 1192313259
- International Standard Name Identifier: 0000 0000 6729 7735
- Library of Congress Control Number: n81114690
- National Archives and Records Administration: 10568224
- Nederlandse Thesaurus van Auteursnamen: 07423451X
- Système universitaire de documentation: 255410824
- Biographical Directory of the United States Congress: G000072
- Virtual International Authority File: 94760643
- WorldCat: E39PBJvhqjB3CJVxKyt7pHhJXd